# Беддоу, Клем
Джо́натон Га́рри Бе́ддоу (англ. Jonathon Harry Beddow; октябрь 1885, Бертон-апон-Трент — дата и место смерти неизвестны), более известный как Клем Бе́ддоу (англ. Clem Beddow) — английский футболист, нападающий.

## Футбольная карьера
Начал карьеру в любительском клубе «Трент Роверс». В 1904 году перешёл в клуб Второго дивизиона «Бертон Юнайтед». Провёл за клуб в лиге 21 матч и забил 2 мяча в сезоне 1904/05.
В феврале 1905 года перешёл в другой клуб Второго дивизиона, «Манчестер Юнайтед». 25 февраля 1905 года состоялся его дебют за «Манчестер Юнайтед» в матче против «Барнсли», в котором он вышел на позиции правого крайнего нападающего. Свой первый гол за «Манчестер Юнайтед» забил 1 апреля 1905 года в игре против «Донкастер Роверс» на «Олд Траффорд». Сезон 1905/06 Беддоу начинал, выступая на позиции правого крайнего нападающего, но затем стал чаще играть в роли центрфорварда и завершил сезон с 11 голами в 21 матче, включая хет-трик в ворота «Гримсби Таун» 6 января 1906 года. 13 января 1906 года также сделал хет-трик в ворота клуба «Стейпл Хилл» в первом раунде Кубка Англии. По итогам сезона 1905/06 «Юнайтед» завоевал себе право выхода в Первый дивизион. Из-за травмы колена, полученной им в 1906 году, в сезоне 1906/07 сыграл за команду только 3 матча, и в июле 1907 года покинул клуб.
В июле 1907 года перешёл в «Бернли» в качестве свободного агента. Его дебют в основном составе «Бернли» состоялся в первой игре сезона 1907/08 против клуба  «Вест Бромвич Альбион». Неделю спустя Беддоу забил два гола в ворота «Стока» на «Терф Мур». 19 октября Беддоу вновь сделал «дубль» в матче против «Барнсли». В ноябре 1907 года он забил в двух матчах подряд, против «Гримсби Таун» и «Олдем Атлетик». Однако вскоре потерял место в основе. В сезоне 1908/09 провёл за «Бернли» только 2 матча в чемпионате. В следующем сезоне покинул клуб.